# Piritildion
A piritildion pszichoaktív szer, melyet korábban altatónak és nyugtatónak használtak. Az Egészségügyi Világszervezet ajánlására mára már kivonták a forgalomból, mert alkalmazása során több esetben agranulocytosist (a nyálkahártyák fekélyesedésével járó, gyakran gyógyszerek okozta betegséget) tapasztaltak.
Fehér színű, finom kristály vagy por. Vízben mérsékelten, a szokásos szerves oldószerekben – a szénhidrogének kivételével – oldódik.

## Készítmények
- Presidon
- Persedon
- Tetridin
- Benedorm

Gyógyszerkombinációk:
- Hibersulfan - Ecobi Farmaceutici
- Dormen - Labima

## Fordítás
Ez a szócikk részben vagy egészben  a   Pyrithyldione című angol Wikipédia-szócikk fordításán alapul.  Az eredeti cikk szerkesztőit annak laptörténete sorolja fel. Ez a jelzés csupán a megfogalmazás eredetét és a szerzői jogokat jelzi, nem szolgál a cikkben szereplő információk forrásmegjelöléseként.